# Jeremy Hunt
Jeremy Richard Streynsham Hunt (Kennington, 1º novembre 1966) è un politico britannico del Partito Conservatore e membro del Parlamento britannico dal 2005, è stato Segretario di Stato per gli affari esteri e del Commonwealth dal 2018 al 2019 e Cancelliere dello Scacchiere dal 2022 al 2024.

## Biografia
Hunt è nato nel 1966 a Lambeth Hospital, Kennington, ed è cresciuto a Shere, Surrey, vicino al collegio elettorale che poi rappresenterà in Parlamento. È il figlio maggiore dell'ammiraglio Sir Nicholas Hunt, che era allora un comandante della Royal Navy assegnato a lavorare per il Direttore dei piani navali all'interno del Ministero della Difesa di recente creazione, e di Meriel Eve nata Givan (ora Lady Hunt), figlia del maggiore Henry Cooke Givan. La famiglia Hunt era della nobiltà terriera di Boreatton, Baschurch, Shropshire. Una cugina era Agnes Hunt, pioniera dell'assistenza infermieristica ortopedica. Attraverso una bisnonna paterna, Hunt è un discendente di Sir Streynsham Master, un pioniere della Compagnia delle Indie Orientali. È anche un lontano parente di Elisabetta II e Sir Oswald Mosley. Suo padre ha lavorato nella gestione del SSN dopo essersi ritirato dalla marina e sua madre era un'infermiera negli anni '50 e '60.
Hunt ha studiato a Charterhouse. Ha quindi frequentato Filosofia, Politica ed Economia al Magdalen College di Oxford e ha conseguito un Bachelor of Arts (BA) di prima classe. È stato coinvolto nella politica conservatrice mentre era all'università, dove si trovavano anche David Cameron e Boris Johnson. Fu attivo nella Oxford University Conservative Association (OUCA) e fu eletto presidente nel 1987.
Dopo l'università, Hunt ha lavorato per due anni come consulente di gestione presso OC&C Strategy Consultants, per poi diventare insegnante di lingua inglese in Giappone. Al suo ritorno in Gran Bretagna, si cimentò in una serie di diverse iniziative imprenditoriali, con tre start-up fallite, incluso un tentativo di esportare marmellate in Giappone. Nel 1991, Hunt ha co-fondato un'agenzia di pubbliche relazioni denominata Profile PR specializzata in IT con Mike Elms, un amico d'infanzia. Hunt ed Elms successivamente vendettero la loro partecipazione in Profile PR per concentrarsi sulla pubblicazione di directory.
Hunt era interessato a creare una "guida per aiutare le persone che vogliono studiare piuttosto che viaggiare all'estero" e, insieme a Elms, ha fondato negli anni '90 una società nota come Hotcourses, di cui uno dei principali clienti è il British Council. Hunt si è dimesso dalla carica di direttore della società nel 2009; tuttavia, ha mantenuto il 48% delle azioni della società, che erano detenute in un trust cieco prima che Hotcourses fosse venduta nel gennaio 2017 per oltre 30 milioni di sterline all'organizzazione australiana IDP Education. Ha guadagnato personalmente oltre 14 milioni di sterline dalla vendita e così facendo è diventato il membro del governo più ricco.

## Carriera politica

### Inizio della carriera parlamentare (2005–2010)
Hunt è stato eletto alle elezioni generali del 2005, dopo che la deputata conservatrice in carica Virginia Bottomley è stata creata pari a vita. Fu eletto per rappresentare il collegio elettorale del South West Surrey con una maggioranza di 5.711.
Dopo aver sostenuto la candidatura di David Cameron alla guida del Partito conservatore, nel dicembre 2005 è stato nominato ministro ombra per le persone disabili. Nello stesso anno è stato coautore di un opuscolo politico Democrazia diretta, un'agenda per un nuovo modello di partito che includeva dichiarazioni a sostegno della denazionalizzazione del SSN e suggeriva di sostituirlo con "un nuovo sistema di assistenza sanitaria in cui le persone avrebbero versato denaro in conti sanitari personali, che avrebbero potuto utilizzare per cercare assistenza da fornitori pubblici e privati. Coloro che potrebbero non permettersi di risparmiare abbastanza sarebbe finanziato dallo Stato". Hunt in seguito negò che l'opuscolo politico esprimesse le sue opinioni. Nel rimpasto di David Cameron del 2 luglio 2007, Hunt è entrato a far parte del Gabinetto ombra come Segretario di Stato ombra per la cultura, i media e lo sport.
Nel 2009, Hunt è stato indagato dal Commissario parlamentare per gli standard. Il commissario ha sostenuto che "il signor Hunt ha violato le regole nel non ridurre le sue pretese sull'indennità per costi aggiuntivi in quel periodo per tenere pienamente conto del costo della vita del suo agente. Di conseguenza, i fondi pubblici hanno fornito un vantaggio per l'agente del collegio elettorale... Il signor Hunt non ha ricevuto alcun reale vantaggio finanziario dall'accordo e che l'errore è stato causato dalla sua errata interpretazione delle regole".
L'offerta di Hunt di rimborsare metà del denaro (9.558,50 sterline) è stata accettata. Hunt ha rimborsato 1.996 sterline per aver rivendicato le spese della sua casa di Farnham mentre rivendicava l'ipoteca della sua casa di Hammersmith. Il commissario ha dichiarato: "Il signor Hunt ha prontamente accettato di essere in errore, e di aver violato le regole della Camera, nel presentare una richiesta per utenze e altri servizi sulla sua casa di Farnham nel periodo durante il quale era ancora la sua casa principale. Ha rimborsato per intero la somma richiesta, £ 1.996. È chiaro che, come nuovo membro nel maggio 2005, i suoi accordi d'ufficio erano nella migliore delle ipotesi disorganizzati". Il rapporto Legg non ha mostrato altri problemi.
Il 9 luglio 2018 è stato nominato Ministro degli Esteri del Regno Unito in seguito alle dimissioni di Boris Johnson.
Il 20 giugno 2019, nell'ambito della scelta del successore di Theresa May alla guida del Partito Conservatore e del governo britannico, è stato scelto dall'assemblea dei deputati del partito come sfidante di Boris Johnson; ha ricevuto 77 voti a favore, contro i 160 di Johnson, ma due in più del terzo in lizza, l'ex-ministro Michael Gove, che è stato dunque escluso dal ballottaggio tra gli iscritti che si è tenuto a luglio.
Dopo le elezioni generali del 2024 e la sconfitta dei conservatori, il governo Sunak, di cui Hunt faceva parte, si è dimesso. A causa dell'abolizione del suo collegio elettorale, si è candidato per quello di Godalming and Ash, col quale è risultato eletto.

## Vita privata
La moglie di Hunt, Lucia Guo, è originaria di Xi'an in Cina. Hunt l'ha incontrata per la prima volta nel 2008 quando lavorava alla Università di Warwick reclutando studenti cinesi per l'università. Hunt ha 11 anni più di Guo. Si sono sposati nel luglio 2009 e hanno un figlio e due figlie.
Hunt sa parlare giapponese; appreso mentre lavorava in Giappone per due anni durante gli anni '90 come insegnante di lingua inglese.